# Albert Kaemph
Pas d'image ? Cliquez ici

a Compétitions nationales et continentales officielles uniquement.

b Matchs officiels uniquement.
Albert Kaemph, né le 31 mars 1921 à Itxassou et mort le 31 octobre 2013 à Ciboure, est un joueur de rugby à XV international français et de rugby à XIII international français, évoluant au poste de centre ou d'ailier.
Il effectue une première partie de carrière en rugby à XV pendant la Seconde Guerre mondiale où il évolue sous le maillot de  Saint-Jean-de-Luz et revêt le maillot de l'équipe de France le 1er janvier 1946. Il franchit ensuite le rubicon pour jouer au rugby à XIII en évoluant sous les couleurs de Paris et Bordeaux, il y revêt également à deux reprises le maillot de l'équipe de France.

## Palmarès

### En sélection

#### Détails en sélection
| Matchs internationaux d'Albert Kaempf  | Matchs internationaux d'Albert Kaempf | Matchs internationaux d'Albert Kaempf | Matchs internationaux d'Albert Kaempf | Matchs internationaux d'Albert Kaempf | Matchs internationaux d'Albert Kaempf | Matchs internationaux d'Albert Kaempf | Matchs internationaux d'Albert Kaempf | Matchs internationaux d'Albert Kaempf | Matchs internationaux d'Albert Kaempf | Matchs internationaux d'Albert Kaempf | Matchs internationaux d'Albert Kaempf |
|                                        | Date                                  | Adversaire                            | Résultat                              | Compétition                           | Poste                                 | Points                                | Essais                                | Pen.                                  | Drops                                 |                                       |                                       |
| -------------------------------------- | ------------------------------------- | ------------------------------------- | ------------------------------------- | ------------------------------------- | ------------------------------------- | ------------------------------------- | ------------------------------------- | ------------------------------------- | ------------------------------------- | ------------------------------------- | ------------------------------------- |
| sous les couleurs de la France de XV   |                                       |                                       |                                       |                                       |                                       |                                       |                                       |                                       |                                       |                                       |                                       |
| .                                      | 1er janvier 1946                      | Empire britannique                    | 10-0                                  | Test match                            | Centre                                | -                                     | -                                     | -                                     | -                                     |                                       |                                       |
| sous les couleurs de la France de XIII |                                       |                                       |                                       |                                       |                                       |                                       |                                       |                                       |                                       |                                       |                                       |
| .                                      | 20 mars 1948                          | Pays de Galles                        | 20-12                                 | Coupe d'Europe                        | Ailier                                | -                                     | -                                     | -                                     | -                                     |                                       |                                       |
| .                                      | 9 janvier 1949                        | Australie                             | 10-29                                 | Test match                            | Centre                                | -                                     | -                                     | -                                     | -                                     |                                       |                                       |